# Torrile
Torrile är en kommun i provinsen Parma i regionen Emilia-Romagna i Italien. Kommunen hade 7 709 invånare (2022).